# Gavi (piłkarz)
Gavi, właśc. Pablo Martín Páez Gavira (ur. 5 sierpnia 2004 w Los Palacios y Villafranca) – hiszpański piłkarz, występujący na pozycji pomocnika w hiszpańskim klubie FC Barcelona oraz w reprezentacji Hiszpanii. Uczestnik Mistrzostw Świata 2022.

## Kariera klubowa

### FC Barcelona
Do katalońskiej drużyny Gavi trafił w 2015 z Realu Betis. Do 2021 występował w drużynach juniorskich. W seniorskiej drużynie Barcelony zadebiutował 29 sierpnia 2021 w wygranym 2:1 meczu z Getafe. 18 grudnia 2021 w meczu Primera División z Elche CF (3:2) strzelił swoją pierwszą bramkę dla Barcelony, zostając tym samym trzecim najmłodszym strzelcem w historii klubu, za Ansu Fatim oraz Bojanem Krkiciem. 
14 września 2022 przedłużył kontrakt z klubem do 30 czerwca 2026.

## Kariera reprezentacyjna
W reprezentacji Hiszpanii zadebiutował 6 października 2021 w wygranym 2:1 meczu z Włochami w półfinale Ligi Narodów UEFA. Pierwszą bramkę dla Hiszpanii strzelił 5 czerwca 2022 w meczu Ligi Narodów UEFA 2022/2023 przeciwko Czechom, stając się najmłodszym reprezentantem, który tego dokonał.
Został powołany na Mistrzostwa Świata 2022 w Katarze. W pierwszym meczu fazy grupowej, wygranym 7:0 przez Hiszpanię nad reprezentacją Kostaryki, strzelił gola, stając się trzecim najmłodszym strzelcem gola w historii Mistrzostw Świata (za Pelém oraz Manuelem Rosasem). Doszedł ze swoją drużyną do 1/8 finału, gdzie odpadli w dogrywce po rzutach karnych (0:3) z reprezentacją Maroka.

## Statystyki

### Klubowe
(aktualne na 25 maja 2025)
| Klub               | Sezon              | Liga               | Liga  | Liga   | Puchar Króla | Puchar Króla | Europa | Europa | Inne  | Inne   | Suma  | Suma   |
| Klub               | Sezon              | Liga               | Mecze | Bramki | Mecze        | Bramki       | Mecze  | Bramki | Mecze | Bramki | Mecze | Bramki |
| ------------------ | ------------------ | ------------------ | ----- | ------ | ------------ | ------------ | ------ | ------ | ----- | ------ | ----- | ------ |
| FC Barcelona B     | 2020/2021          | Segunda División B | 2     | 0      | –            | –            | –      | –      | –     | –      | 2     | 0      |
| FC Barcelona B     | 2021/2022          | Primera Federación | 1     | 0      | –            | –            | –      | –      | –     | –      | 1     | 0      |
| FC Barcelona B     | Ogólnie            | Ogólnie            | 3     | 0      | 0            | 0            | 0      | 0      | 0     | 0      | 3     | 0      |
| FC Barcelona       | 2021/2022          | Primera División   | 34    | 2      | 1            | 0            | 11     | 0      | 1     | 0      | 47    | 2      |
| FC Barcelona       | 2022/2023          | Primera División   | 36    | 2      | 5            | 0            | 6      | 0      | 2     | 1      | 49    | 3      |
| FC Barcelona       | 2023/2024          | Primera División   | 12    | 1      | 0            | 0            | 3      | 1      | 0     | 0      | 15    | 2      |
| FC Barcelona       | 2024/2025          | Primera División   | 26    | 1      | 4            | 1            | 10     | 0      | 2     | 1      | 42    | 3      |
| FC Barcelona       | Ogólnie            | Ogólnie            | 108   | 6      | 10           | 1            | 30     | 1      | 5     | 2      | 153   | 10     |
| Ogólnie w karierze | Ogólnie w karierze | Ogólnie w karierze | 111   | 6      | 10           | 1            | 30     | 1      | 5     | 2      | 156   | 10     |

### Reprezentacyjne
(aktualne na 15 października 2023)
| Reprezentacja | Rok     | Mecze | Bramki |
| ------------- | ------- | ----- | ------ |
| Hiszpania     | 2021    | 4     | 0      |
| Hiszpania     | 2022    | 13    | 3      |
| Hiszpania     | 2023    | 8     | 2      |
| Łącznie       | Łącznie | 25    | 5      |

## Sukcesy

### FC Barcelona
- Mistrzostwo Hiszpanii: 2022/2023, 2024/2025
- Superpuchar Hiszpanii: 2022/2023, 2024/2025
- Puchar Króla: 2024/2025

### Wyróżnienia
- Kopa Trophy: 2022
- Złoty Chłopiec: 2022[9]